# Frank Udvari
Temple de la renommée : 1973
Frank Joseph Udvari (né le 2 janvier 1924 en Yougoslavie — mort le 13 août 2014 à London, dans la province de l'Ontario au Canada) est un arbitre de la LNH pendant les années 50 et 60. Il était l'arbitre principal lors du match durant lequel s'est déroulé l'émeute Maurice Richard. Il était membre du Temple de la renommée du hockey depuis 1973.